# Pitcairnia tarapotensis
Pitcairnia tarapotensis är en gräsväxtart som beskrevs av John Gilbert Baker. Pitcairnia tarapotensis ingår i släktet Pitcairnia och familjen Bromeliaceae. Inga underarter finns listade i Catalogue of Life.